# Tajski jezik
Tajski jezik, (tajski, sijamski, centralni tai jezik, thaiklang, standardni tajski; ภาษาไทย, phasa thai; ISO 639-3: tha) je najznačajniji jezik iz skupine tai-kadai jezika, uže skupine tai i podskupini chiang saeng. Govori ga preko 20 000 000 ljudi u Tajlandu. To je jezik najveće etničke grupe Tajlanda, naroda Taji i službeni je jezik države Tajland.
Tajski jezik se piše tajskim pismom koje je izvedeno iz kmerskoga pisma. Ima 44 slova. Dijalekt: khorat thai (korat, thaikorat), 400 000 (1984).

## Vanjske poveznice
- Ethnologue (14th)
- Ethnologue (15th)